# 凡图齐宫

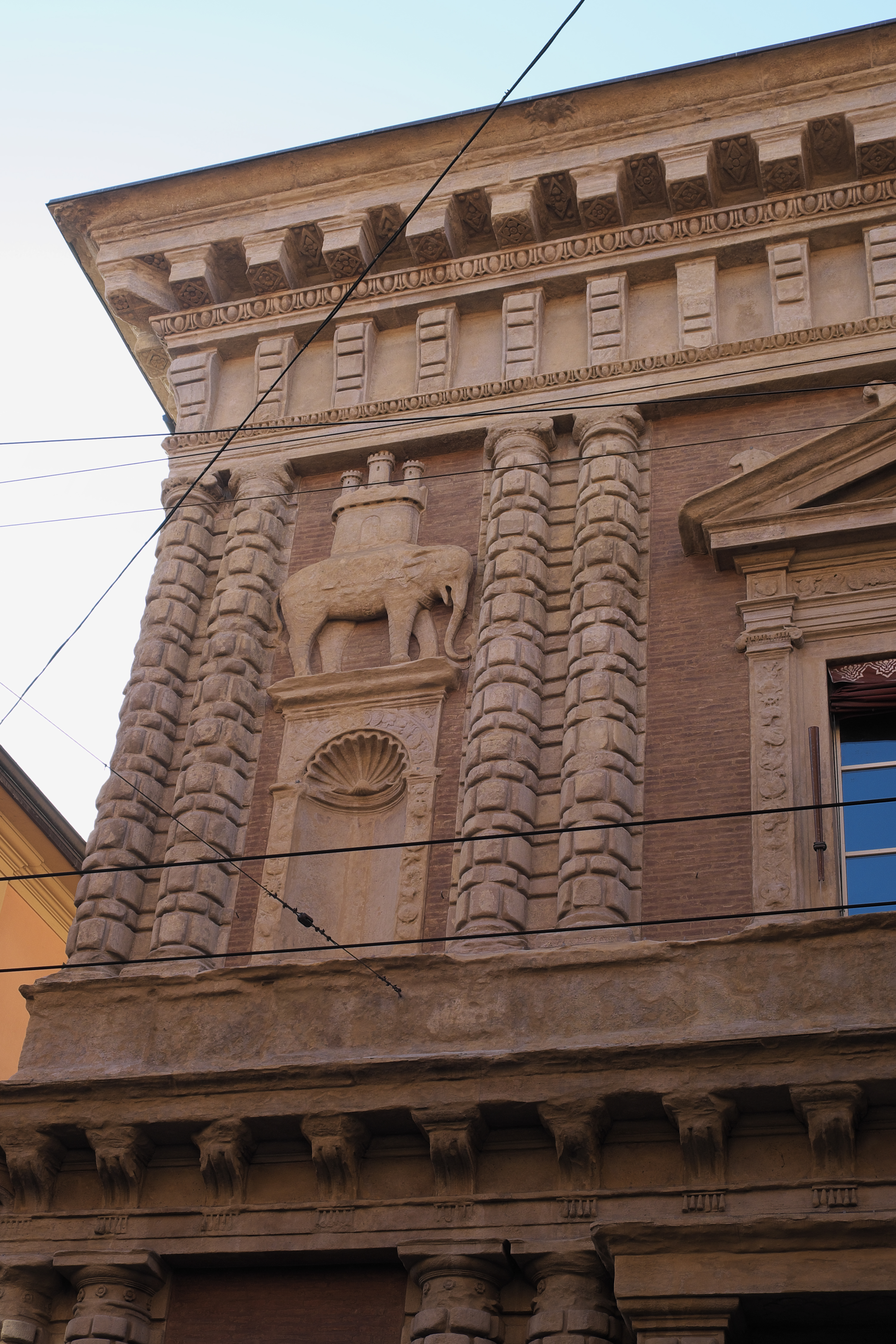
立面上雕刻的大象

凡图齐宫（Palazzo Fantuzzi）是一座宏伟的文艺复兴风格的宫殿，位于意大利艾米利亚-罗马涅大区博洛尼亚市中心的圣维塔莱街（Via San Vitale）23号，靠近圣斯德望圣殿。这座宫殿也被称为大象宫（Palazzo degli Elefanti），因为在立面上装饰有雕刻的大象。 

## 历史

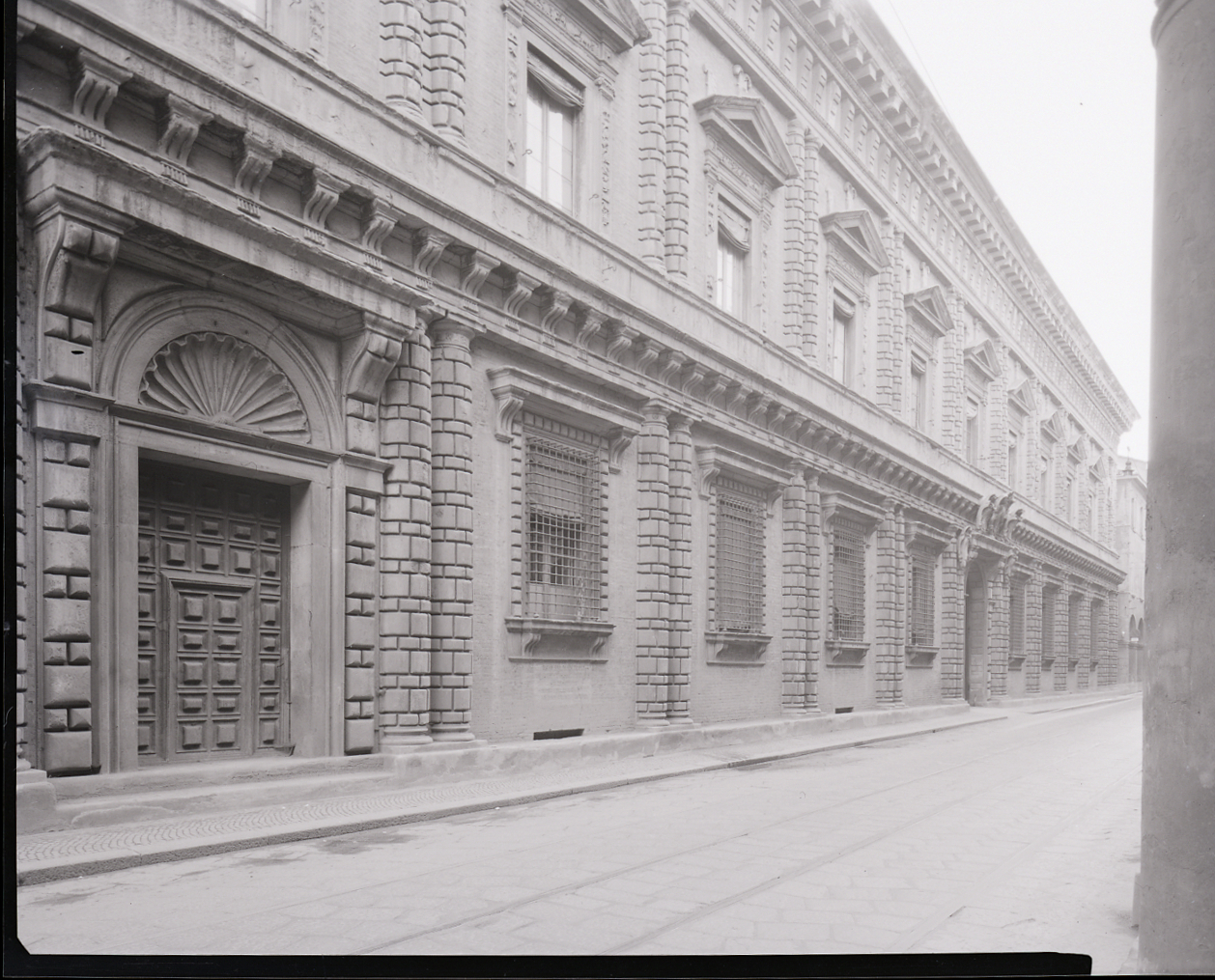
前立面。保罗蒙蒂摄于1969年

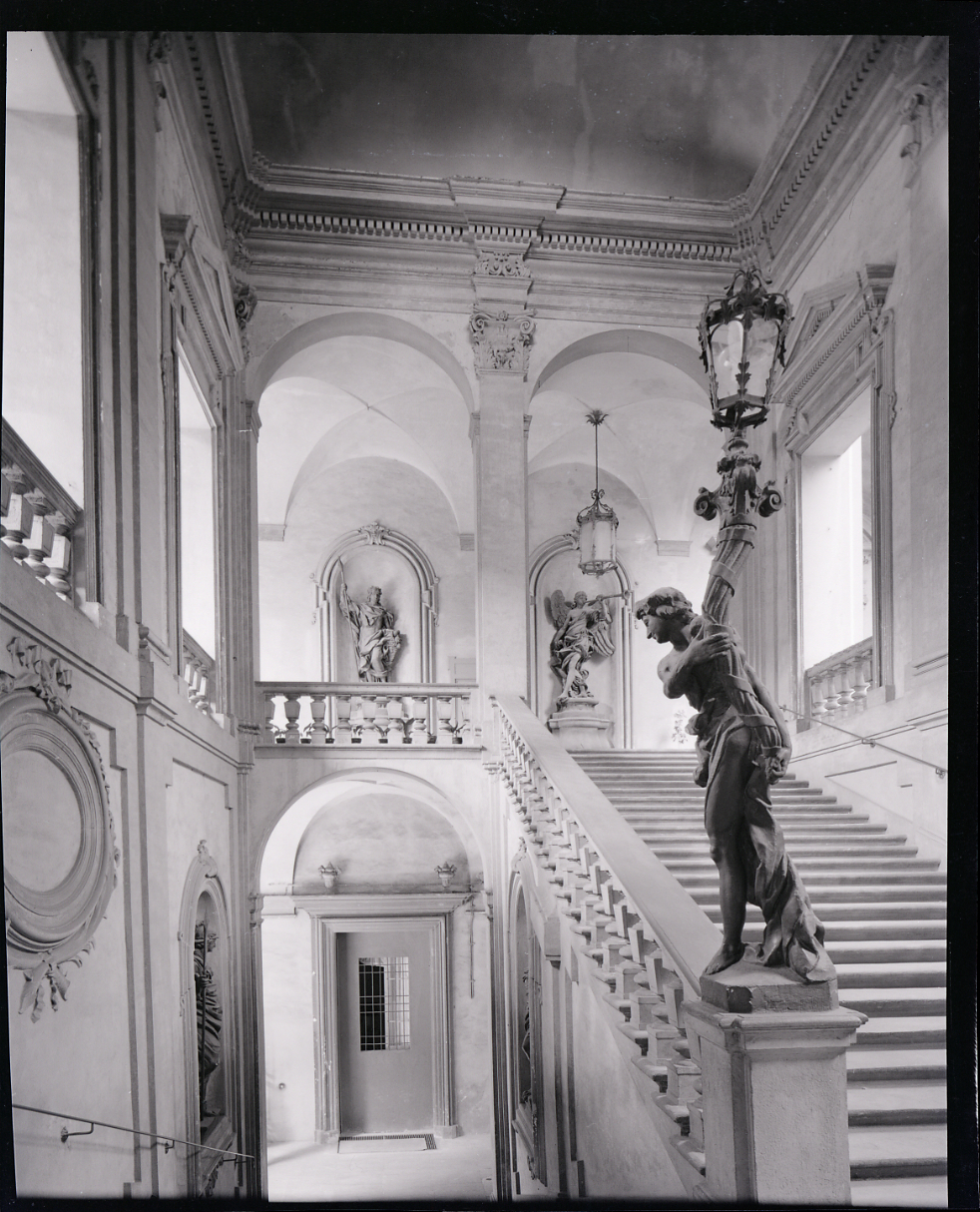
内部，保罗蒙蒂摄于1969年

虽然有些人认为该建筑是塞巴斯蒂亚诺·塞利奥或巴尔达萨雷·佩鲁齐的作品,但是实际上是由安德里亚·达·福米金设计于1517年。 1521年，弗朗切斯科·凡图齐委托修建了带有方石柱的立面；墙角壁龛上方雕刻的大象和塔是参议员家族的纹章。纹章是“埃勒 - 凡图齐”（ele-fantuzzi）家族的双关语。
内部庭院拥有由保罗·卡纳利于1680年设计的宏伟的巴洛克楼梯。楼梯顶部的雕像是加布里埃尔 ·布内利的作品。贵族楼层有一个房间，由弗朗切斯科·加里·比比纳绘制的视觉陷阱天花板绘画（1684年），其他房间的壁画由安杰洛·米歇尔·科隆纳绘制。宫殿的一部分现在用于展览。 
44°29′39″N 11°21′01″E / 44.494281°N 11.350275°E